# Pharetrophora ceratogaster
Pharetrophora ceratogaster är en stekelart som beskrevs av Narolsky 1994. Pharetrophora ceratogaster ingår i släktet Pharetrophora och familjen brokparasitsteklar. Inga underarter finns listade i Catalogue of Life.